# Megaselia sexcrinata
Megaselia sexcrinata är en tvåvingeart som beskrevs av Borgmeier 1962. Megaselia sexcrinata ingår i släktet Megaselia och familjen puckelflugor. Inga underarter finns listade i Catalogue of Life.